# ナーガセーナ
ナーガセーナ(Nāgasena)は、紀元前2世紀頃のインドの仏教の僧（比丘）。
中インドのカヤンガラ村に生まれる。ミリンダ王の問い(Milinda Pañha)、または弥蘭陀王問経として知られる仏典において、アフガニスタン・インド北部を支配したインド・グリーク朝のギリシャ系の王メナンドロスと問答を行ったことで知られている。この問答において、ナーガセーナは「賢者の論」をもってメナンドロスを仏教に帰依させている。漢訳仏典においては、音写により「那先」「那迦犀那」、または意訳され「龍軍」とされる。

## 名前の意味
ナーガは、サンスクリットでキングコブラ、蛇、または龍を意味し、また多くのアジア圏の創世神話に登場する半人半蛇の種族を指す。セーナは軍隊を意味している。 従って名前は「龍の軍隊」と翻訳することができる。中国において「龍軍」と訳されたのは、この意味による。

## ナーガセーナに関する伝説
タイ王国では、ナーガセーナがいわゆるエメラルド仏をつくったという伝説がある。バンコクのワット・プラケーオという寺院にあるこの仏像は、ヒスイと金で装飾されている。